# Perjúrio
Perjúrio, também conhecido como presúgio, é o ato intencional de prestar um juramento falso ou falsificar uma afirmação para dizer a verdade, seja falada ou por escrito, sobre assuntos relevantes para um processo oficial.
Como a maioria dos outros crimes no sistema de direito consuetudinário, para ser condenado por perjúrio deve-se ter a intenção (mens rea) de cometer o ato e ter realmente cometido o ato (actus reus). Além disso, declarações factuais não podem ser consideradas perjúrio, mesmo que possam constituir uma omissão, e não é perjúrio mentir sobre assuntos que são irrelevantes para o processo legal. Declarações que implicam uma interpretação do fato não são perjúrio porque as pessoas muitas vezes tiram conclusões imprecisas involuntariamente ou cometem erros honestos sem a intenção de enganar. Os indivíduos podem ter crenças honestas, mas equivocadas, sobre certos fatos ou suas lembranças podem ser imprecisas, ou podem ter uma percepção diferente de qual é a maneira correta de declarar a verdade. Em algumas jurisdições, nenhum crime ocorreu quando uma declaração falsa é (intencionalmente ou não) feita sob juramento ou sujeita a penalidade. Em vez disso, a culpabilidade penal se impõe apenas no momento em que o declarante afirma falsamente a verdade das declarações (feitas ou a serem feitas) que são relevantes para o resultado do processo. Por exemplo, não é perjúrio mentir sobre a idade, exceto se a idade for um fato relevante para influenciar o resultado legal, como elegibilidade para benefícios de uma aposentadoria por velhice ou se uma pessoa tinha idade para ter capacidade legal.
O perjúrio é considerado uma ofensa grave, pois pode ser usado para usurpar o poder dos tribunais, resultando em erros judiciais. No Canadá, aqueles que cometem perjúrio são culpados de um crime passível de condenação e sujeitos a prisão por um período não superior a quatorze anos. O perjúrio é uma ofensa legal na Inglaterra e no País de Gales. Uma pessoa condenada por perjúrio é passível de prisão por um período não superior a sete anos, ou multa, ou ambas. Nos Estados Unidos, o estatuto geral de perjúrio sob a lei federal classifica o perjúrio como crime e prevê uma sentença de prisão de até cinco anos. O Código Penal da Califórnia permite que o perjúrio seja uma ofensa capital em casos de execução indevida. O perjúrio que causou a execução ilícita de outrem ou na tentativa de causar a execução ilícita de outrem é, respectivamente, interpretado como homicídio ou tentativa de homicídio, e normalmente é punível com execução em países que mantêm a pena de morte. O perjúrio é considerado crime na maioria dos estados dos EUA. No entanto, os processos por perjúrio são raros.
As regras para perjúrio também se aplicam quando uma pessoa fez uma declaração sob pena de perjúrio, mesmo que a pessoa não tenha sido jurada ou afirmada como testemunha perante um oficial apropriado. Um exemplo é a declaração de imposto de renda dos EUA, que, por lei, deve ser assinada como verdadeira e correta sob pena de perjúrio (ver 26 U.S.C. § 6065). A lei tributária federal prevê penalidades criminais de até três anos de prisão por violação do estatuto de perjúrio de declaração de imposto. Ver: 26 U.S.C. § 7206(1)
Nos Estados Unidos, Quênia, Escócia e várias outras nações da Commonwealth de língua inglesa, o suborno de perjúrio, que é tentar induzir outra pessoa a cometer perjúrio, é em si um crime.

## Em países lusófonos

### Brasil
De acordo com o Artigo 342 do Código Penal Brasileiro, perjúrio, conhecido como "falso testemunho", caracteriza-se como "fazer afirmação falsa, negar ou calar a verdade."

### Portugal
O Código Penal Português em seu artigo 359º dispõe: "Quem prestar depoimento de parte, fazendo falsas declarações relativamente a factos sobre os quais deve depor, depois de ter prestado juramento e de ter sido advertido das consequências penais a que se expõe com a prestação de depoimento falso, é punido com pena de prisão até 3 anos ou com pena de multa."